# Chortolirion
Chortolirion is een geslacht uit de affodilfamilie. De soorten komen voor in het zuiden van Afrika.

## Soorten
- Chortolirion angolense
- Chortolirion latifolium
- Chortolirion subspicatum
- Chortolirion tenuifolium

... · 
Aloe (Aloë) · 
Asphodelus (Affodil) · 
Astroloba · 
Bulbine · 
Bulbinella · 
Chamaealoë · 
Chortolirion · 
Eremurus · 
Gasteria · 
Haworthia · 
Herpolirion · 
Jodrellia · 
Kniphofia · 
Lomatophyllum · 
Poellnitzia · 
Trachyandra · 
...